# Брюэр, Грегори
Грегори Оррин Брюэр (англ. Gregory Orrin Brewer; род. 6 июля 1951, Ричмонд, штат Виргиния, США) —  иерарх Епископальной церкви, 4-й епископ Центральной Флориды с 19 ноября 2011 года.

## Личная жизнь
Родился 6 июля 1951 года в Ричмонде, в штате Виргиния. Женился на Лоре Ли Уильямс, в браке с которой стал отцом пятерых детей — Чарльза, Джеймса, Тодда, Ли и Марка.
Брюэр — скаут. По собственному признанию он любит отдыхать на побережье и парусный спорт, ценит гостеприимство и дружбу, умеет хорошо готовить и устраивать званные вечера. Ему нравятся театр, британские детективные сериалы, литература, классическая и джазовая музыка, современное христианское богослужение, путешествия. Он считает себя «бесконечно любопытным», интересуется другими культурами и всё время чему-то учится. Ведёт личный блог в интернете.

## Служение
Окончил Линчберг-колледж в Линчберге со степенью бакалавра. Здесь же в 1973 году он получил премию имени Хью Берли как лучший студент. Продолжил образование в Виргинской теологической семинарии в Александрии, которую окончил в 1976 году. Попытки защитить докторскую степень в Фуллеровской теологической семинарии и Троицкой школе служения успеха не имели. С 1985 по 2007 год в епископальном издании «Англиканский дайджест» регулярно издавались его статьи.
5 июня 1976 года Брюэр был рукоположен в сан диакона Уильямом Генри Мармионом, епископом Юго-Западной Виргинии в церкви Святого Иоанна в Линчберге. 6 января 1977 года Уильям Хопкинс Фолуэлл, епископ Центральной Флориды рукоположил его в сан священника в церкви Всех Святых в Винтер-Парке. Брюэр служил настоятелем церкви Доброго Самарянина в Паоли и церкви Святого Георгия на Калвари-стрит в Нью-Йорке. 19 ноября 2011 года он был избран новым епископом Центральной Флориды. 24 марта 2012 года Клифтон Дэниел рукоположил его в сан епископа.
Длительное время Брюэр старался держать «золотую середину» в споре между либералами и консерваторами по вопросу о благословении в церкви однополых браков. Однако в 2018 году он стал членом епископальной группы «Партнёры сообщества», которая выступает против решения 77-го собора Епископальной церкви в США, в 2012 году разрешившей благословение однополых пар.